# Eric Adjetey Anang

Eric Adjetey Anang, född 24 september 1985 i Teshie, Accra, är en ghanansk skulptör.

## Biografi

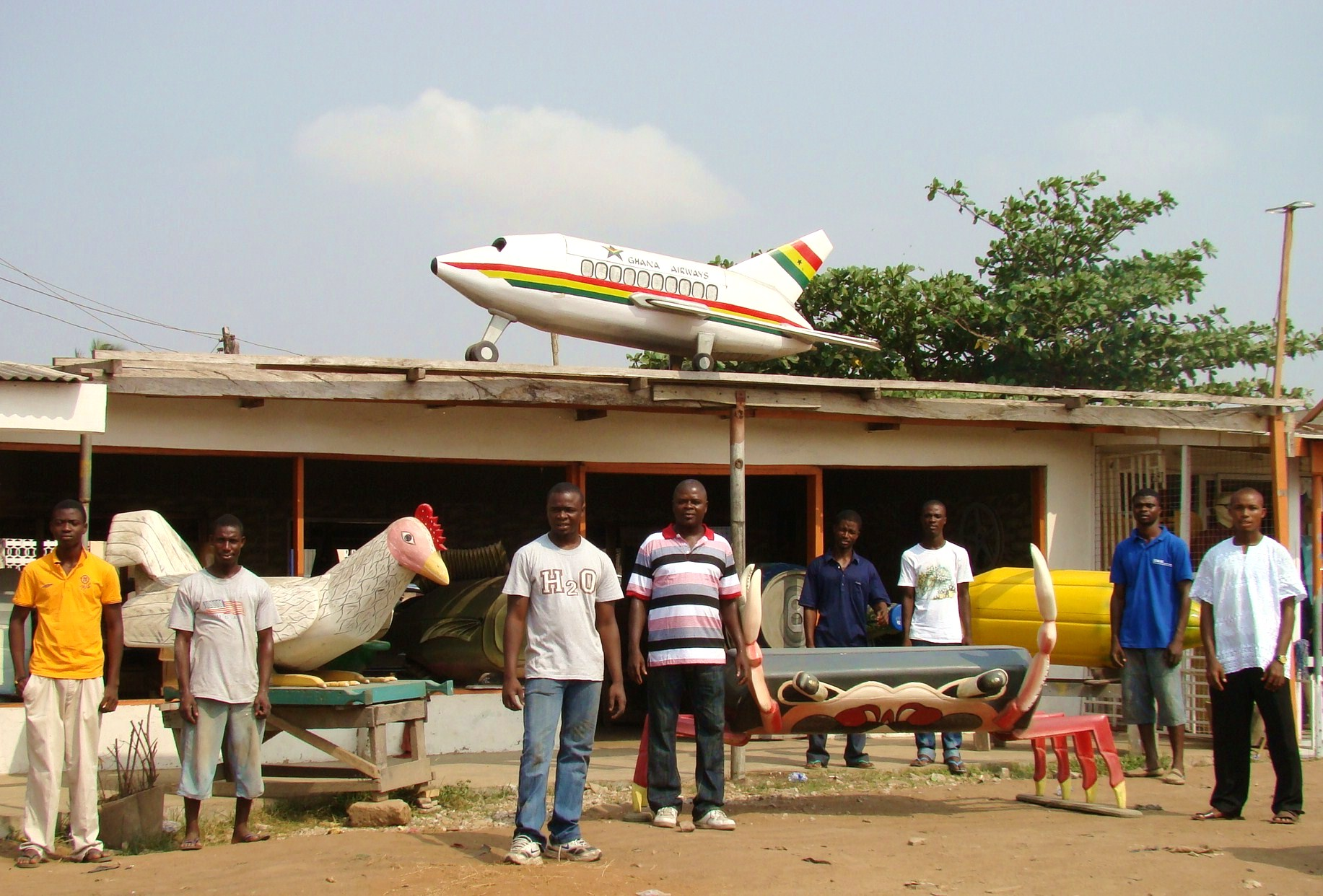
Kane Kwei Carpentry Workshop

Eric Anang är sonson till Seth Kane Kwei, som började tillverka kistor på 1950-talet. Efter avslutade gymnasiestudier tog han 2005 över familjens snickeriverkstad.
År 2001 presenterade Eric Anang designade likkistor på en utställning i Gidan Makama Museum i Kano, Nigeria anordnad av Alliance Francaise. Inom tre-fyra år blev Eric Anang en både lokalt och internationellt erkänd konstnärer inom området designade kistor,
Under 2009 framträdde Eric Adjetey Anang med sina produkter i reklam-TV för sportdrycken Aquarius . Han har vistats två månader i Oregon i USA och samarbetat med Oregon College of Art & Craft . Han har samarbetat med Alliance Francaise av Kano och Kumasi samt med Gidan Makama Museum Kano i Nigeria.
I januari 2010 deltog Eric Anang i det fotografiska projektet  Please do not move! tillsammans med den franske fotografen Guy Hersant.

## Utställningar
Erics verk återfinns i såväl offentliga som privata samlingar både i Europa och Amerika. I augusti 2009 var han gästartist på Boulevard Amandlaprojektet i Antwerpen, Belgien.